# Steve Rubell
Steve Rubell (* 2. Dezember 1943 in Brooklyn; † 25. Juli 1989 in New York) war Gründer der New Yorker Diskothek Studio 54.
Der 1977 gegründete Club wurde später wegen Betrugs und Steuerhinterziehung geschlossen und Rubell zu dreieinhalb Jahren Haft verurteilt, von denen er 13 Monate absaß. Nachdem große Konsortien die Clublandschaft übernahmen, wurde Rubell als Berater eingesetzt. Das Studio 54 wurde 1986 geschlossen.
Rubell starb am 25. Juli 1989 im Alter von 45 Jahren an AIDS; von seiner HIV-Infektion wusste er seit 1985.

## Trivia
Die Zeit von 1979 bis zu seiner Verhaftung wurde in dem Film Studio 54 von 1998 relativ frei abgehandelt. Steve Rubell wurde darin von Mike Myers verkörpert.